# Stanisław Kałkus
Stanisław Jan Kałkus (ur. 9 września 1932 w Poznaniu, zm. 17 maja 2009 w Poznaniu) – tokarz, działacz PZPR.

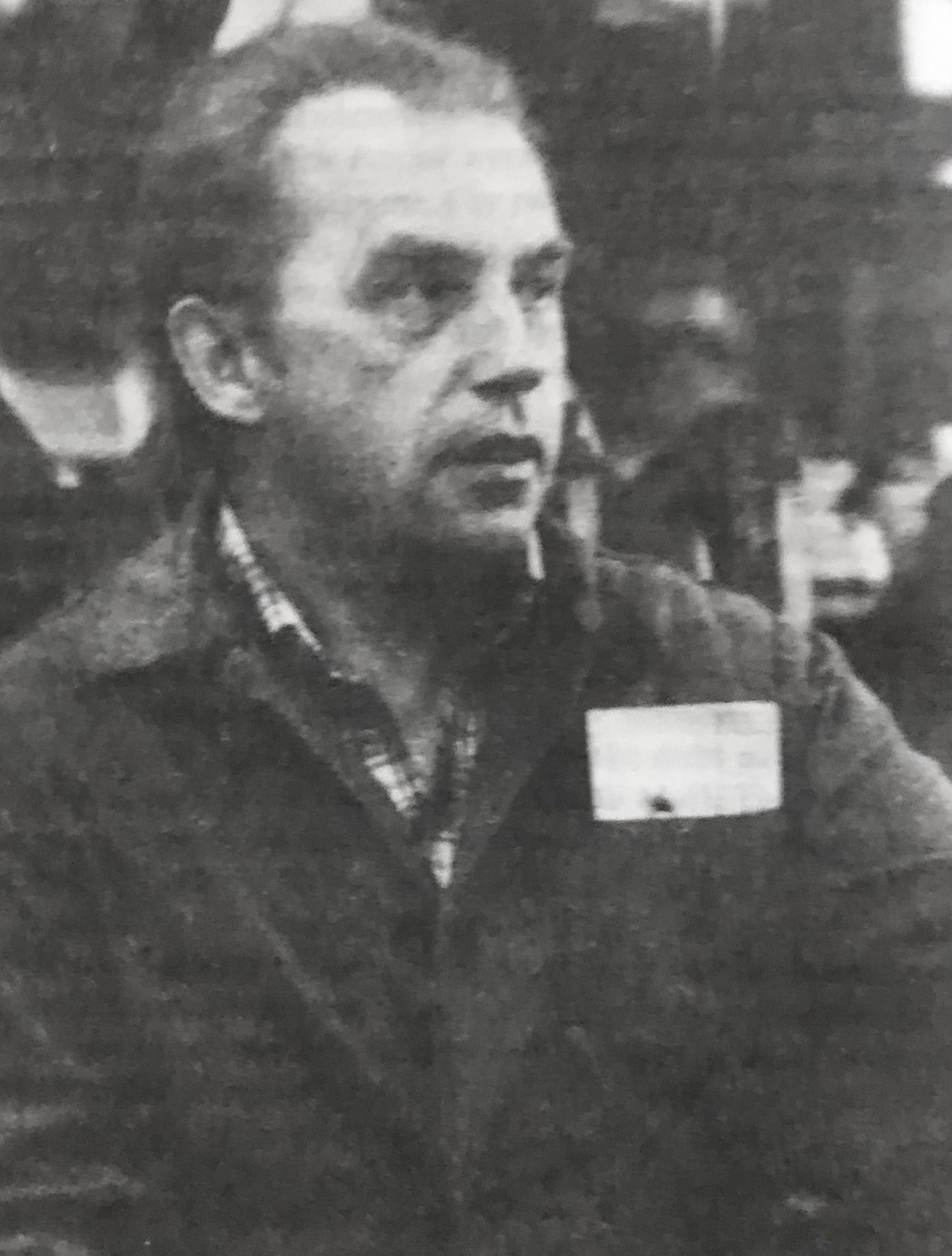
Stanisław Kałkus

Wykształcenie zasadnicze zawodowe. Od 1949 był robotnikiem w Zakładach Przemysłu Metalowego im. H. Cegielskiego w Poznaniu. Początkowo pracował na stanowisku tokarza, a następnie brygadzisty - kontrolera jakości w Fabryce Silników Agregatowych i Trakcyjnych. W latach 1949–1956 był członkiem Związku Młodzieży Polskiej. W 1953 wstąpił do Polskiej Zjednoczonej Partii Robotniczej. W latach 1981–1990 był członkiem KC PZPR, od 1982–1986 członkiem Biura Politycznego KC PZPR. W latach 1981–1983 był członkiem Komisji KC PZPR powołanej dla wyjaśnienia przyczyn i przebiegu konfliktów społecznych w dziejach Polski Ludowej. W okresie późniejszym (od 1986) był również członkiem Komisji do spraw Wewnątrzpartyjnych oraz Działalności Partii w Organach Przedstawicielskich i Administracji Państwowej. 

## Odznaczenia
- Medal 30-lecia Polski Ludowej
- Medal 40-lecia Polski Ludowej
- Srebrna odznaka Zasłużony Pracownik Zakładów HCP
- Brązowa odznaka Zasłużony Pracownik Zakładów HCP
- Medal jubileuszowy „Czterdziestolecia zwycięstwa w Wielkiej Wojnie Ojczyźnianej 1941–1945” (ZSRR, 1985)[3]
- jubileuszowy Medal 100 Rocznicy Urodzin Georgi Dymitrowa (Bułgaria, 1983)[4]